# جيرالد إل. كانون
جيرالد إل. كانون (بالإنجليزية: Gerald Cannon)‏ هو موسيقي أمريكي، ولد في 15 مارس 1958 في راسين في الولايات المتحدة.

## وصلات خارجية
- الموقع الرسمي
- جيرالد إل. كانون على موقع ميوزك برينز (الإنجليزية)
- جيرالد إل. كانون على موقع ديسكوغز (الإنجليزية)